# Osiedle Św. Łazarz

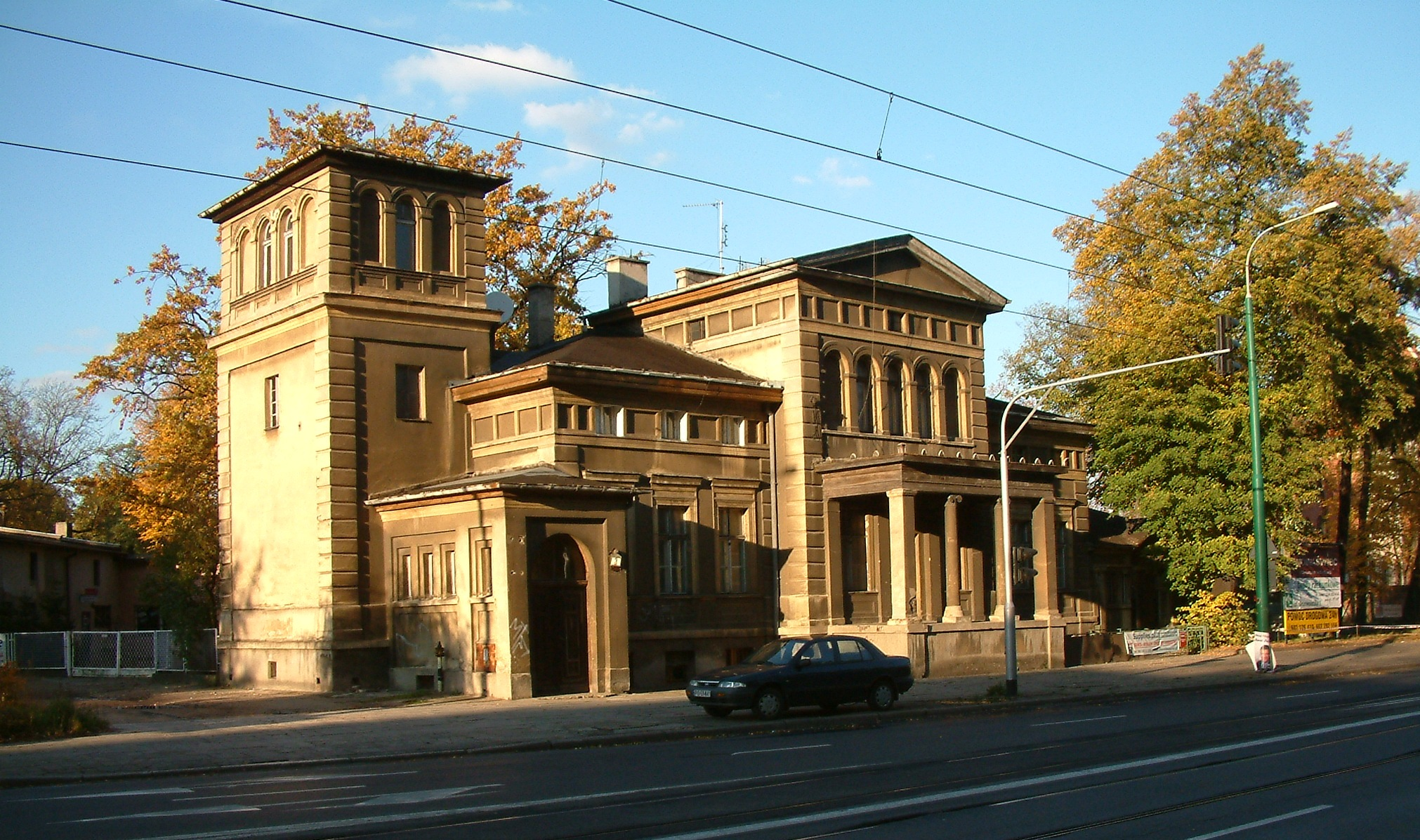
Willa Flora (2007)

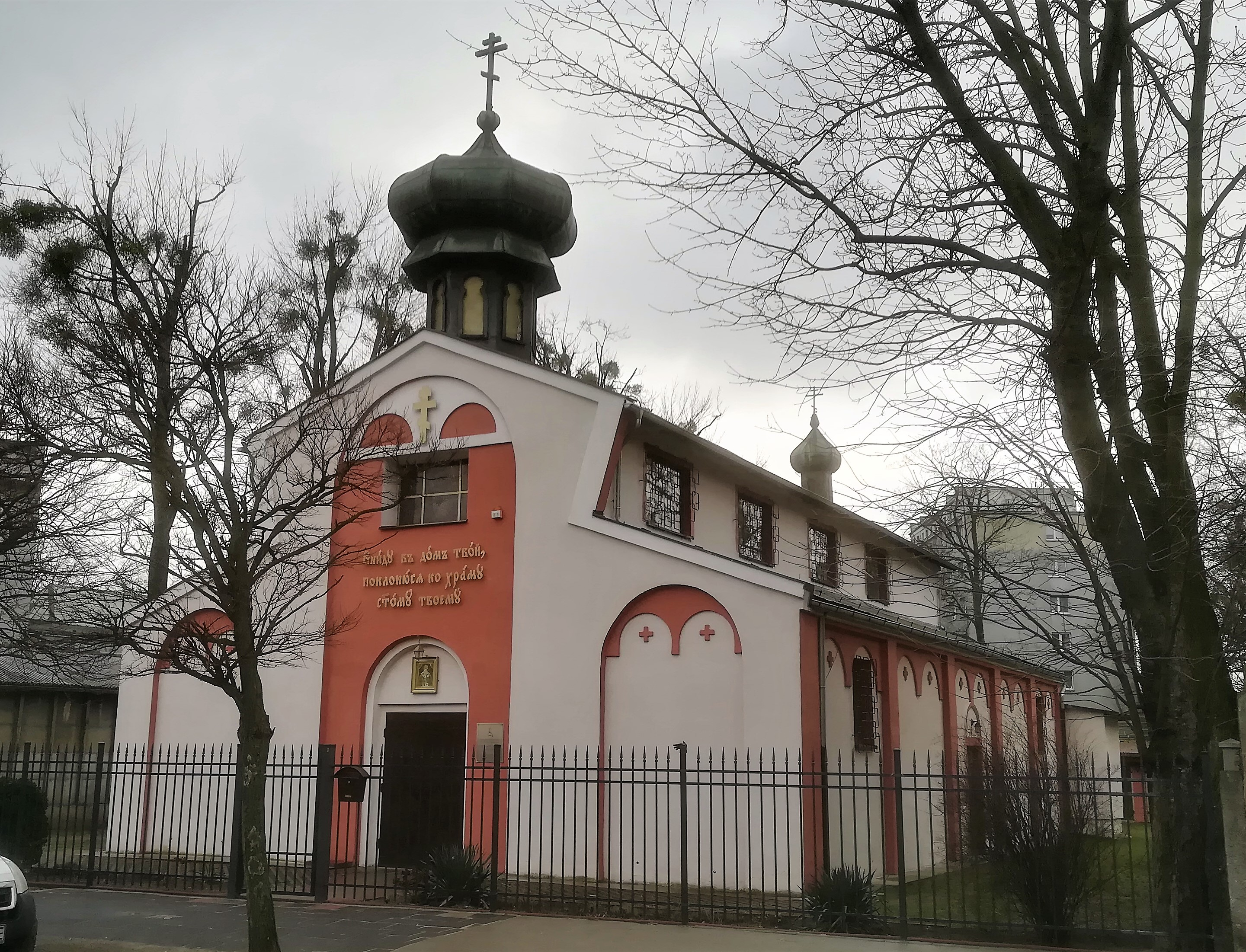
Cerkiew świętego Mikołaja (2019)

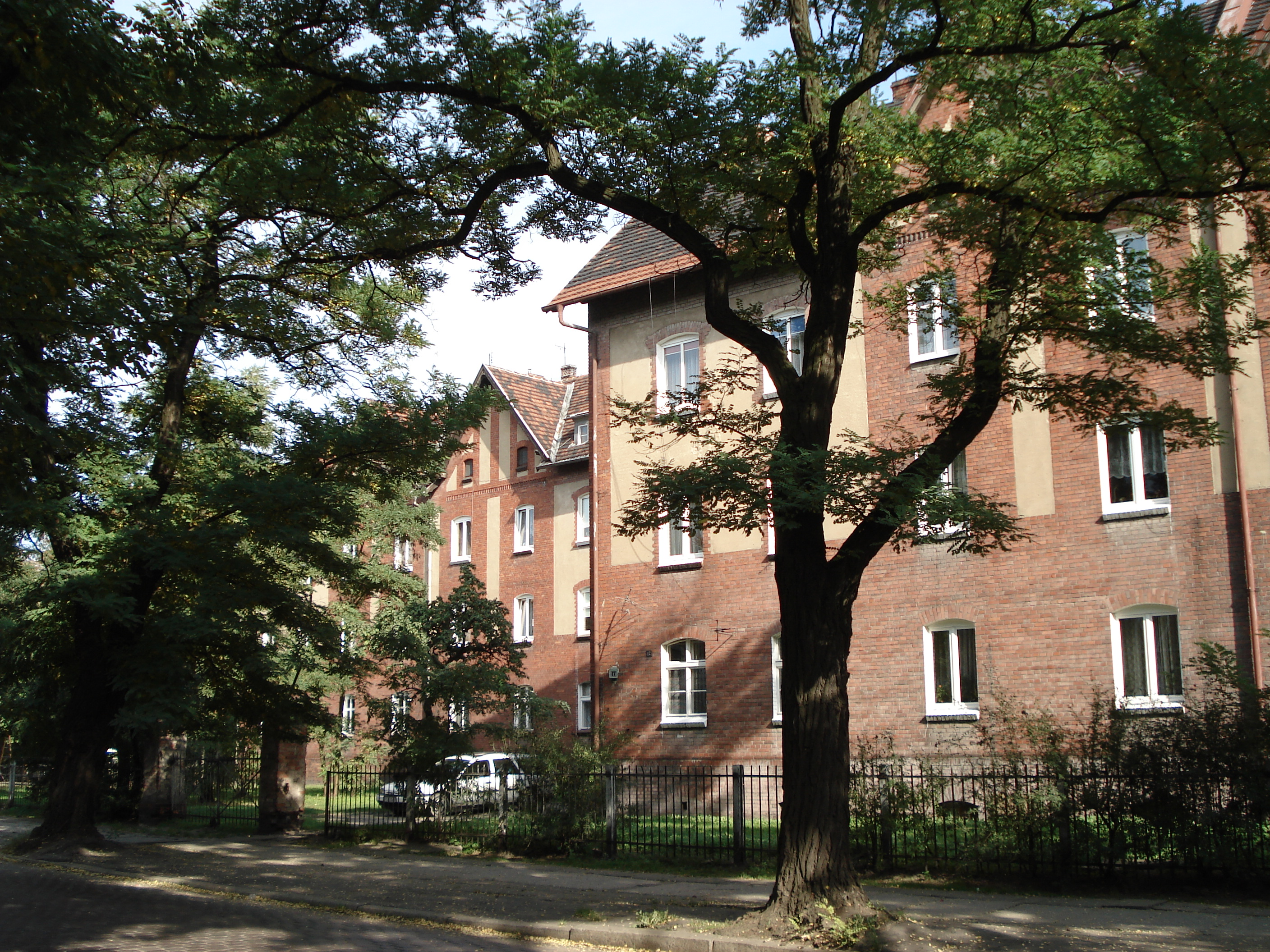
Domy robotnicze przy ul. Kolejowej

Osiedle Św. Łazarz – osiedle administracyjne Poznania (od 1 stycznia 2011 roku).
Siedziba rady i zarządu jednostki znajduje się w Zespole Szkół Gimnazjalnych przy ulicy Wyspiańskiego 27.

## Historia
Osiedle Św. Łazarz powstało 1 stycznia 2011 roku z połączenia Osiedla Św. Łazarza z Osiedlem Targowym.

## Położenie
Granicami administracyjnymi osiedla są ulice: Bukowska – Przybyszewskiego – Rondo Jana Nowaka-Jeziorańskiego – Reymonta – Arciszewskiego – Palacza – Krauthofera – tory kolejowe równolegle do ul. Góreckiej i Kolejowej (w tym tereny starego dworca kolejowego) – most Dworcowy (krótko) – Dworcowa do wysokości Bukowskiej – skrzyżowanie Bukowskiej i Roosevelta.

## Podział
Podział w Systemie Informacji Miejskiej
Według Systemu Informacji Miejskiej Osiedle Św. Łazarz jest podzielone na trzy jednostki obszarowe:
- Łazarz
- Grunwald (częściowo)
- Osiedle Hetmańskie HCP

## Ważniejsze ulice
- Rynek Łazarski
- ulica Hetmańska
- ulica Berwińskiego
- ulica Calliera
- ulica Gąsiorowskich
- ulica Głogowska
- ulica Graniczna
- ulica Kanałowa
- ulica Kolejowa
- ulica Karwowskiego
- ulica Kossaka
- ulica Małeckiego
- ulica Matejki
- ulica Mottego
- ulica Łukaszewicza
- ulica Siemiradzkiego
- ulica Strusia
- Lejek Łazarski

## Ważniejsze obiekty architektoniczne
- Willa Flora
- Cerkiew św. Mikołaja
- I Liceum Ogólnokształcące im. Karola Marcinkowskiego
- Hala sportowa Enea Energetyk Poznań
- Dom oficerski przy ulicy Szylinga
- Kasyno 6. Pułku Grenadierów
- Głaz Kazimierza Nowakowskiego
- Oficyna Wydawnicza Wielkopolski
- Osiedle Johow-Gelände
- Pomnik Tadeusza Kościuszki
- Pomnik Karola Marcinkowskiego
- Pomnik Krzysztofa Komedy-Trzcińskiego
- Teatr Biuro Podróży
- Teatr Strefa Ciszy
- Zespół handlowo-mieszkaniowy przy ul. Grunwaldzkiej 29-35
- Zespół klasztorny Karmelitanek Bosych
- Osiedle Kaiser-Wilhelm-Anlage
- domy urzędnicze na Łazarzu
- zespół kamienic przy ul. Śniadeckich
- Osiedle Chociszewskiego-Jarochowskiego
- zespół mieszkalny przy ul. Karwowskiego
- szkoła przy ul. Jarochowskiego 1
- szkoła przy ul. Łukaszewicza 9/13
- szkoła przy ul. Berwińskiego
- willa Paula Steinbacha
- willa Paula Ueckera
- kamienica Margarety Grüder
- sołtysówka Adama Jeskego
- kamienica Suwalskich
- Stadion Energetyka

## Komunikacja
Osiedle obsługują autobusy MPK Poznań linii 145, 164 i 179 oraz linie nocne 213 i 223.

## Zobacz też

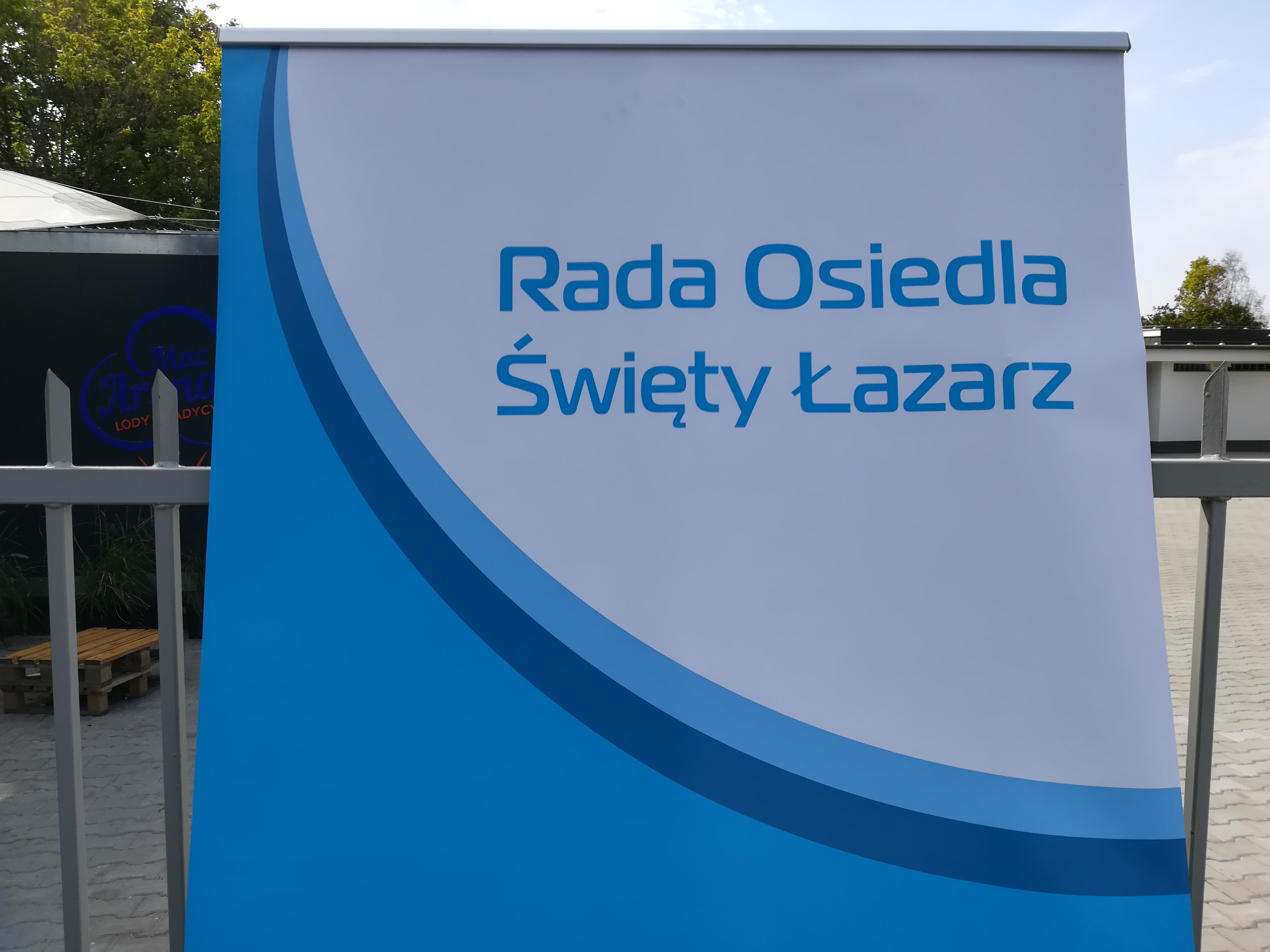
Baner rady osiedla Święty Łazarz